# Řád Ouissam Alaouite
Řád Ouissam Alaouite (arabsky الوسام العلوي الشريف‎) je vojenské vyznamenání Marockého království založené roku 1913. Udílen je vojákům i civilistům za hrdinství v boji či za zásluhy o stát.

## Historie
Řád byl vytvořen během koloniálního období. Francouzské orgány v Maroku považovaly za nezbytné mít pravomoc udělit oficiální vyznamenání v reakci na loajální službu. Zároveň se chtěly vyhnout nadměrnému udílení Řádu čestné legie. Řád byl založen dne 11. ledna 1913. Barva stužky během tohoto období byla oranžová. V roce 1934 byly na stuhu přidány dva bílé proužky.
Během druhé světové války byl tento řád často udílen americkým vojákům, kteří se podíleli na plánování a provedení operace Torch, tedy spojenecké invaze do Francouzského Maroka. Maroko bylo francouzským protektorátem od roku 1912 do roku 1956 a během tohoto období bylo toto vyznamenání často udíleno i francouzským důstojníkům.
Poté, co v roce 1956 získalo Maroko nezávislost se tento řád stal vojenským vyznamenáním Marockého království. Zachoval si vzhled zavedený v roce 1934.

## Třídy
Řád je udílen v pěti třídách:
- velkostuha – Počet žijících členů v této třídě je omezen na 40.
- velkodůstojník – Počet žijících členů v této třídě je omezen na 80.
- komtur – Počet žijících členů v této třídě je omezen na 400.
- důstojník – Počet žijících členů v této třídě je omezen na 1000.
- rytíř – Počet žijících členů v této třídě je omezen na 3000.

| Řádové stuhy 1913–1934    | Řádové stuhy 1913–1934 | Řádové stuhy 1913–1934 | Řádové stuhy 1913–1934 | Řádové stuhy 1913–1934 |
| ------------------------- | ---------------------- | ---------------------- | ---------------------- | ---------------------- |
| velkostuha                | velkodůstojník         | komtur                 | důstojník              | rytíř                  |
| Řádové stuhy od roku 1934 |                        |                        |                        |                        |
| velkostuha                | velkodůstojník         | komtur                 | důstojník              | rytíř                  |

## Insignie
Řádový odznak má tvar bíle smaltované pěticípé hvězdy s červeně lemovanými okraji. Jednotlivé cípy jsou zakončeny kuličkami. Uprostřed je kulatý červeně smaltovaný medailon se zlatým nápisem v arabském písmu. Na zadní straně je ve středovém medailonu červený slunečník, který je symbolem vládnoucí dynastie. Od třídy důstojníka je hvězda položena na zeleně smaltovaném věnci. Ke stuze je odznak připojen pomocí přechodového prvku ve tvaru věnce.
Řádová hvězda je pěticípá. Uprostřed je položen řádový odznak.
Stuha byla původně čistě oranžová. Od roku 1934 je stuha oranžová se dvěma bílými proužky.